# Biserica Adormirea Maicii Domnului din Mitocu Dragomirnei

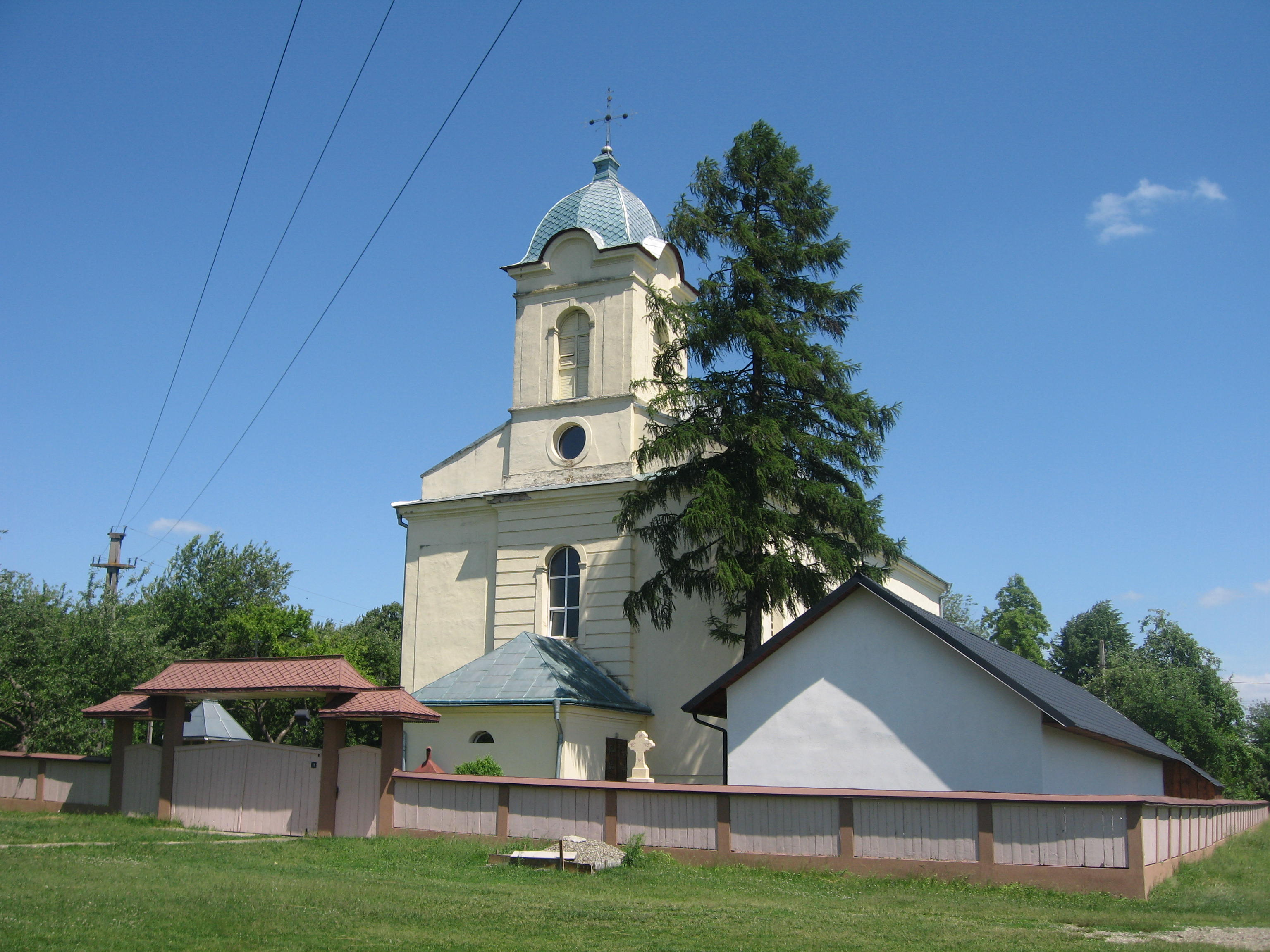
Biserica "Adormirea Maicii Domnului" din Mitocu Dragomirnei

Biserica "Adormirea Maicii Domnului" din Mitocu Dragomirnei este o biserică ortodoxă construită în perioada 1820-1825 de către credincioșii ortodocși români din satul Mitocu Dragomirnei (comuna Mitocu Dragomirnei, județul Suceava). Ea se află situată pe vârful unui deal, în apropiere de școală.

## Istoric
Întemeierea satului Mitocu Dragomirnei este strâns legată de Mănăstirea Dragomirna, aflată în apropiere. În secolul al XVI-lea, pe locul unde se întinde satul și mănăstirea erau niște vechi seliști pustii, satul Dragomirești și „locul pustiu Ungurașii”.  Printr-un uric din 24 februarie 1587, domnitorul Petru Șchiopul i-a dăruit diacului Ilie Crimcovici („Ilie diiacu, fiul Crimcoae din Suceava") siliștea Ungurașii, aflată pe apa Sucevei. 
Diacul Ilie Crimcovici s-a călugărit la Mănăstirea Putna cu numele de Anastasie, primind titlul de arhimandrit (1588). El a fost ales ca episcop de Rădăuți în iunie 1600, dar în septembrie a pierdut scaunul și s-a retras la moșia sa Dragomirești, unde se afla o așezare monahală mai veche. El a construit din banii strânși pe când era mirean sau numai călugăr o bisericuță (devenită apoi "bolniță"), cu hramul Sfântul Ilie, Sfântul Enoh și Sfântul Ioan Evanghelistul, pe care a sfințit-o în 1602. Anastasie Crimca a revenit la conducerea Bisericii Ortodoxe din Moldova mai întâi ca episcop de Roman (1606-1608) și apoi ca mitropolit al Moldovei, cu reședința în Suceava (1608-1617, 1619-1629). El a sfințit în 1609 biserica mare a Mănăstirii Dragomirna cu hramul "Pogorârea Duhului Sfânt", una dintre cele mai de seama creații arhitectonice ale Evului Mediu românesc. 
Anastasie Crimca a dăruit Mănăstirii Dragomirna satul Dragomirești. Mitocul Mănăstirii Dragomirna, cuprinzând satele Dragomirești și Rușciori, avea în anul 1775 o populație redusă numeric formată din 4 popi și 81 țărani. 
Biserica "Adormirea Maicii Domnului" din Mitocu Dragomirnei a fost construită în perioada 1820-1825. În decursul timpului, biserica a suferit mai multe reparații și modernizări. Ea a fost dotată în 1849 cu un nou iconostas. 
După cum atestă șematismele Episcopiei Bucovinei, Parohia Mitocu Dragomirnei avea în 1843 un număr de 1.357 enoriași, păstoriți de preotul paroh Vasile Grigorovici. Comunitatea ortodoxă din sat a crescut, iar în 1876 numărul enoriașilor ajunsese la 2.136, paroh fiind Ștefan Comoroșan.  În anul 1889 a fost numit ca paroh pr. Nicolae Totoescul, născut în 1844 și hirotonit preot în 1874. Acesta păstorea comunitatea din Mitocu Dragomirnei și în 1907.
Din comunitatea ortodoxă de la Mitocul Dragomirnei au provenit teologi renumiți ca:
- Silvestru Morariu-Andrievici (1818-1895), viitor mitropolit al Bucovinei și Dalmației (1880-1895) - născut la 14 noiembrie 1818 în familia unui preot din Mitocu Dragomirnei
- Constantin Morariu (1854-1927) - născut la 5 mai 1854, în Mitocu Dragomirnei; era nepot de frate al mitropolitului Silvestru Morariu-Andrievici. A urmat studii la Facultatea de Teologie la Cernăuți (1874-1979), fiind membru în Societatea studențească “Arboroasa"; a fost arestat și închis pentru manifestările sale românești, împreună cu Ciprian Porumbescu. A slujit apoi ca preot la Toporăuți (1879-1886), la Biserica "Sf. Paraschiva" din Cernăuți (1886-1896) și la Pătrăuți (1896-1917), fiind numit apoi consilier consistorial în Cernăuți (1918-1926).
- Ștefan Saghin (1860-1920) - născut la 6 decembrie 1860, în Mitocu Dragomirnei; a fost profesor agregat (1900), apoi titular (1905) la Catedra de Teologie Dogmatică a Facultății de Teologie din Cernăuți, decan al Facultății (de cinci ori) și rector al Universității din Cernăuți (1911-1912).

## Arhitectura bisericii
Biserica "Adormirea Maicii Domnului" din Mitocu Dragomirnei are formă de navă, cu absida altarului de formă semicirculară, decroșată față de restul construcției, și cu un turn-clopotniță de formă pătrată deasupra pridvorului. Acoperișul edificului are o învelitoare din tablă zincată. 
În interior, biserica este împărțită în patru încăperi: pridvor, pronaos, naos și altar. 

## Imagini

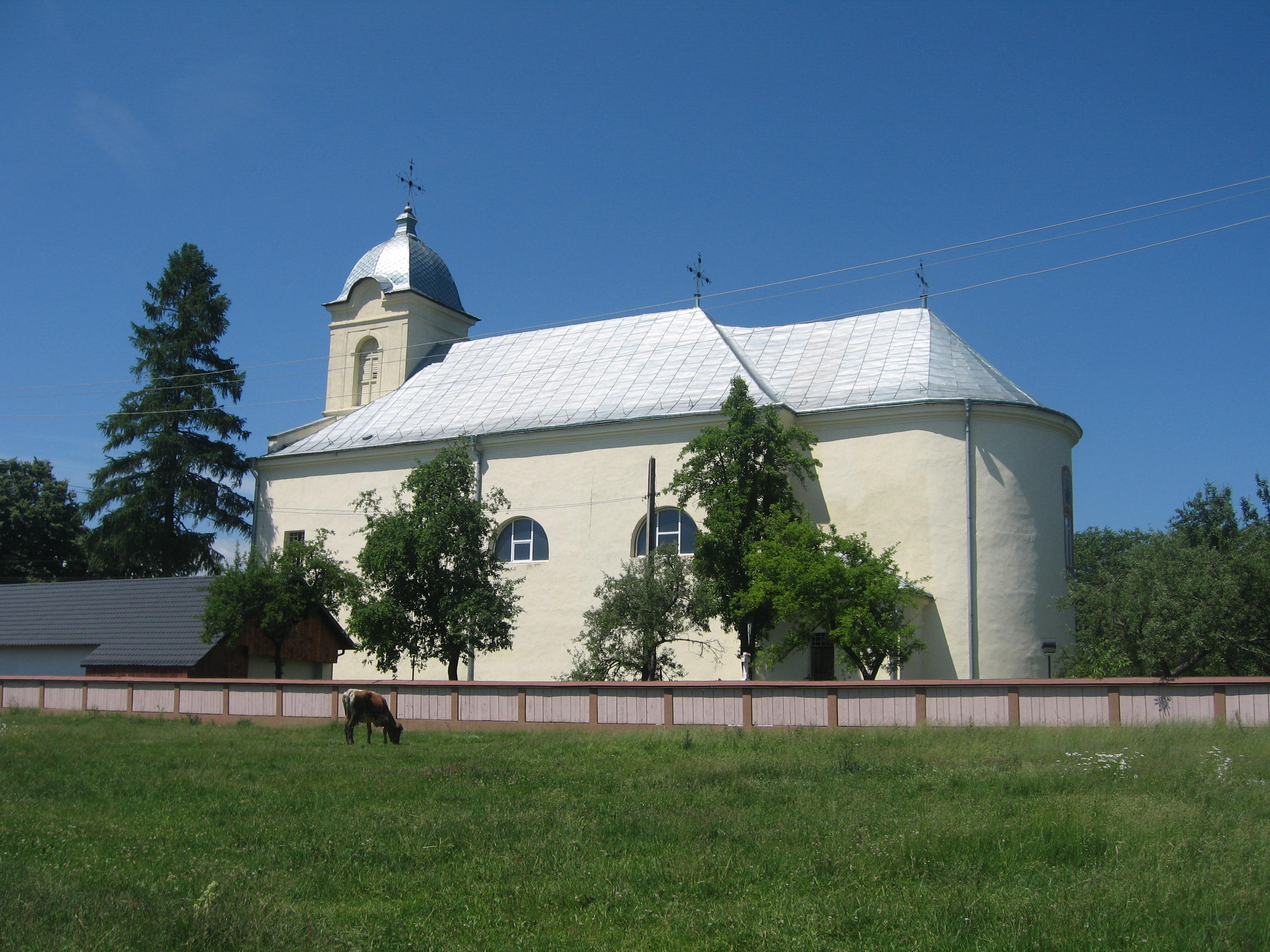
Biserica văzută dinspre sud
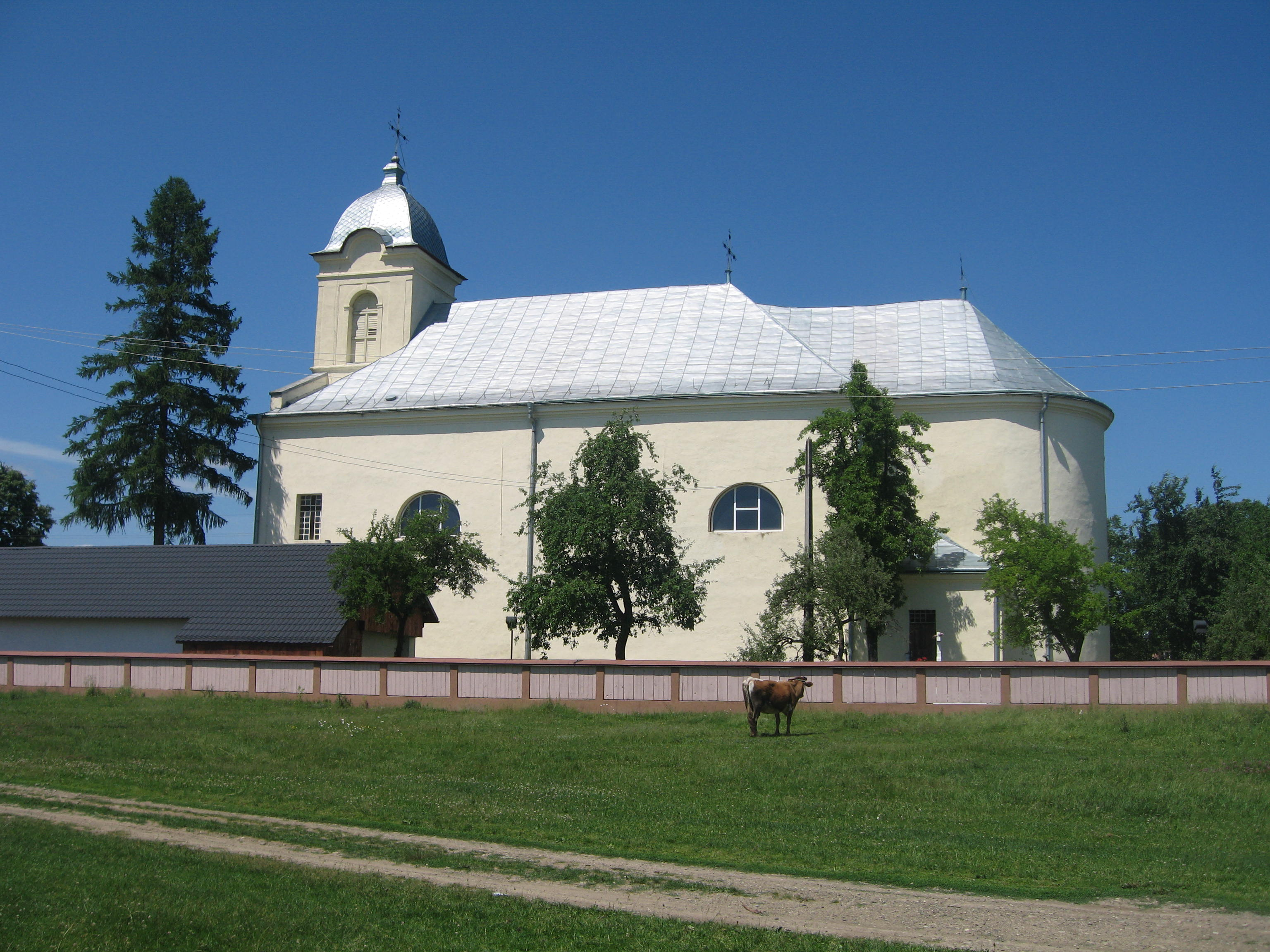
Biserica văzută dinspre sud
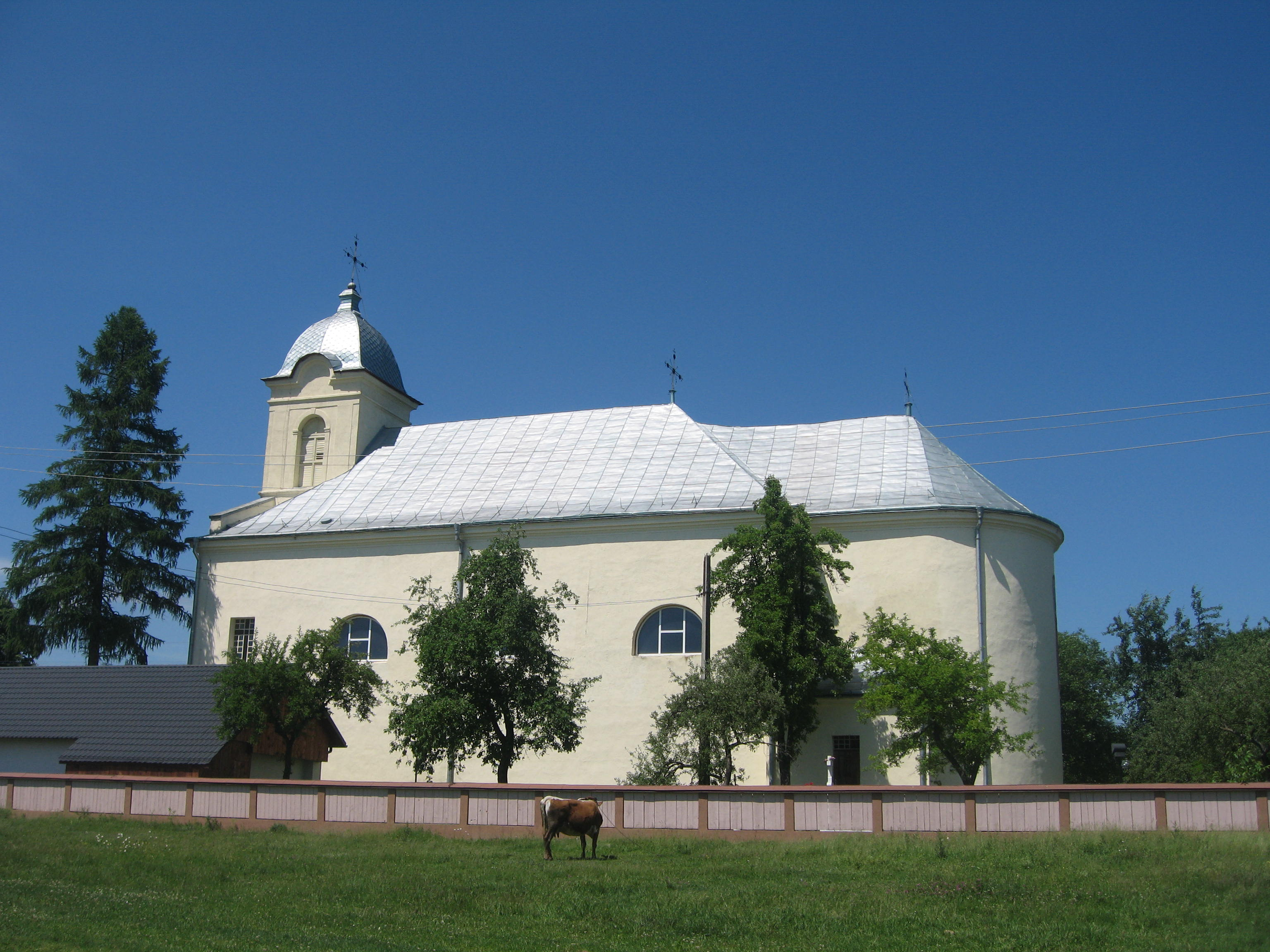
Biserica văzută dinspre sud
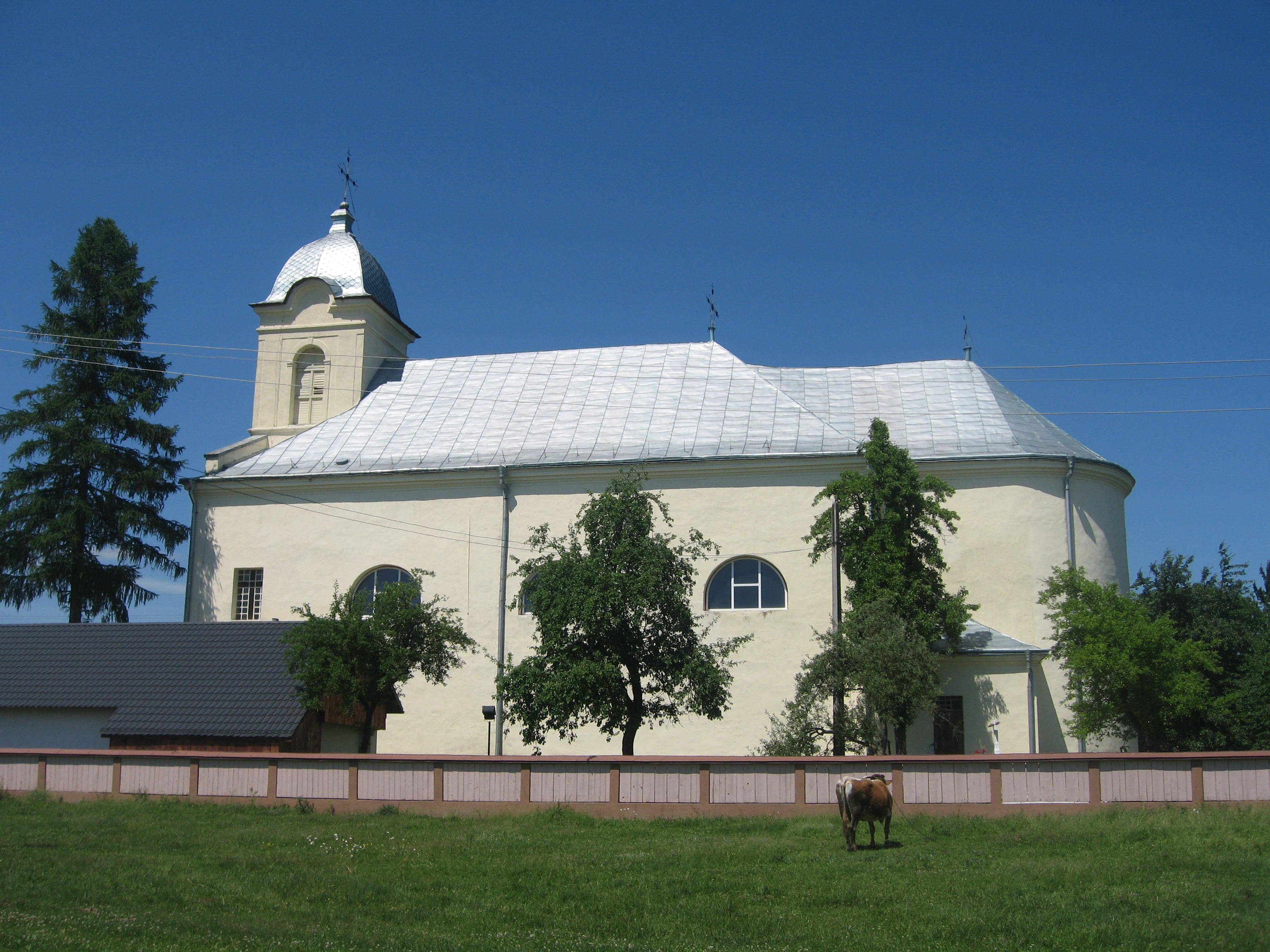
Latura sudică
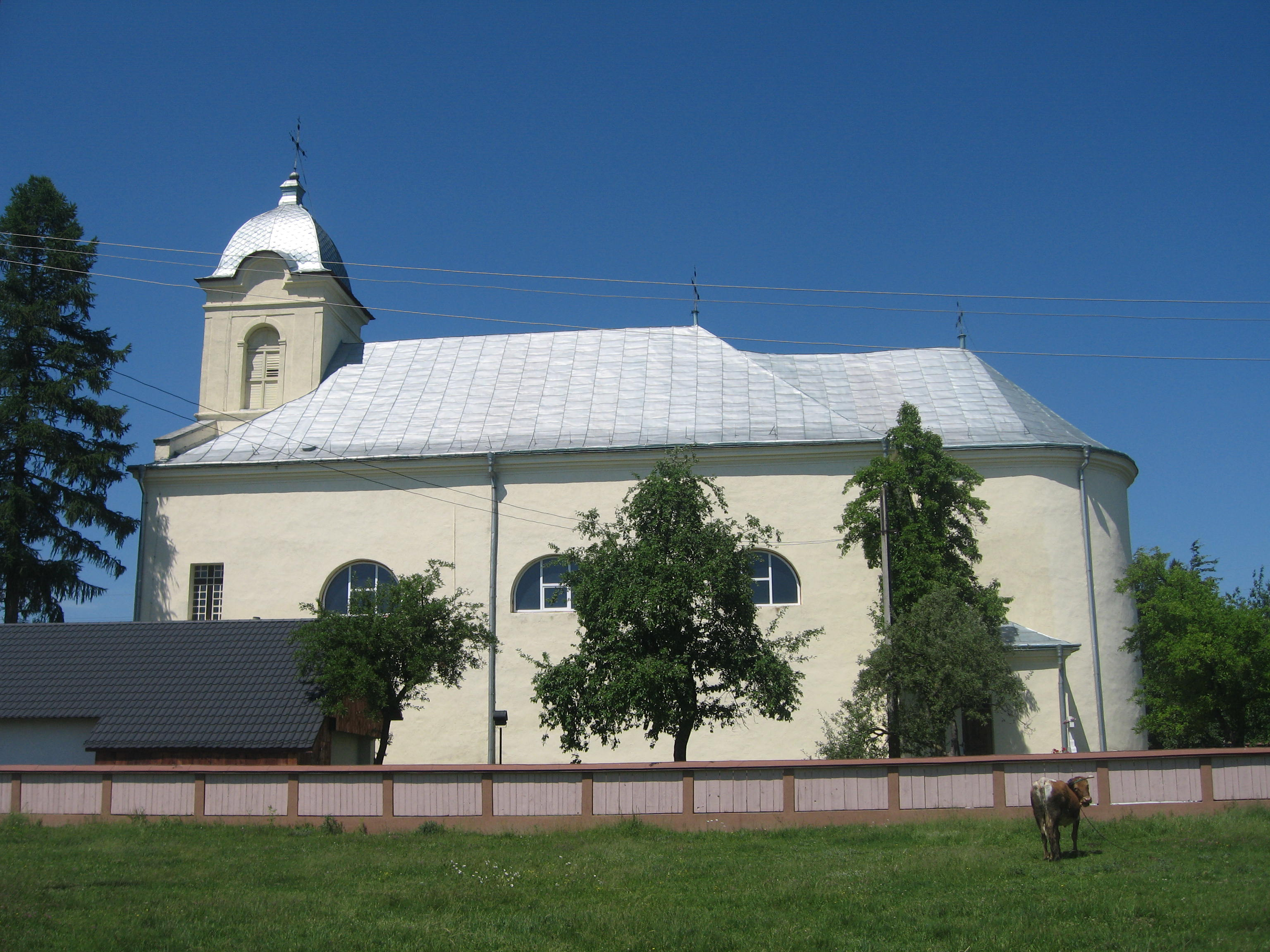
Latura sudică
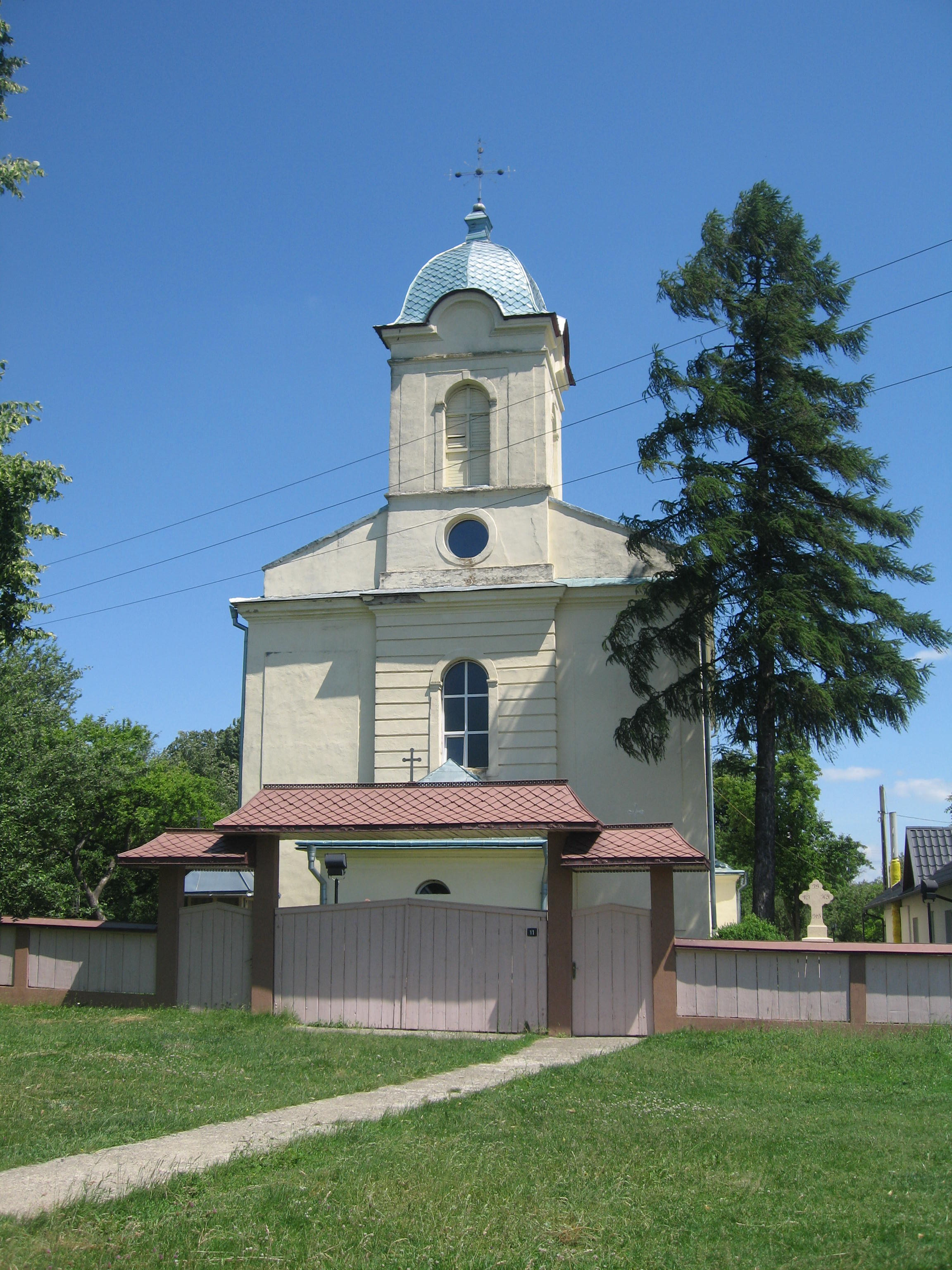
Biserica văzută dinspre vest
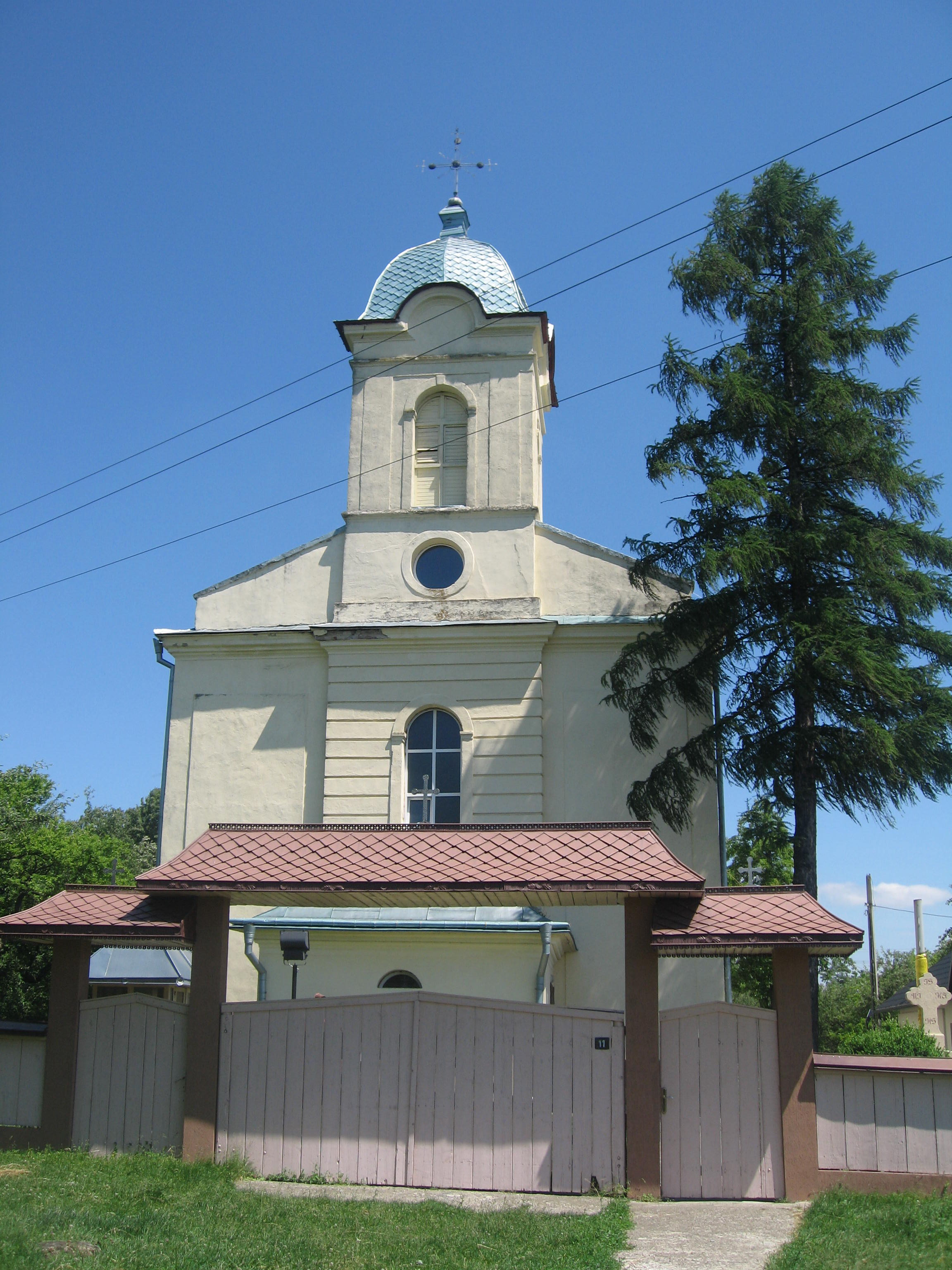
Biserica văzută dinspre vest
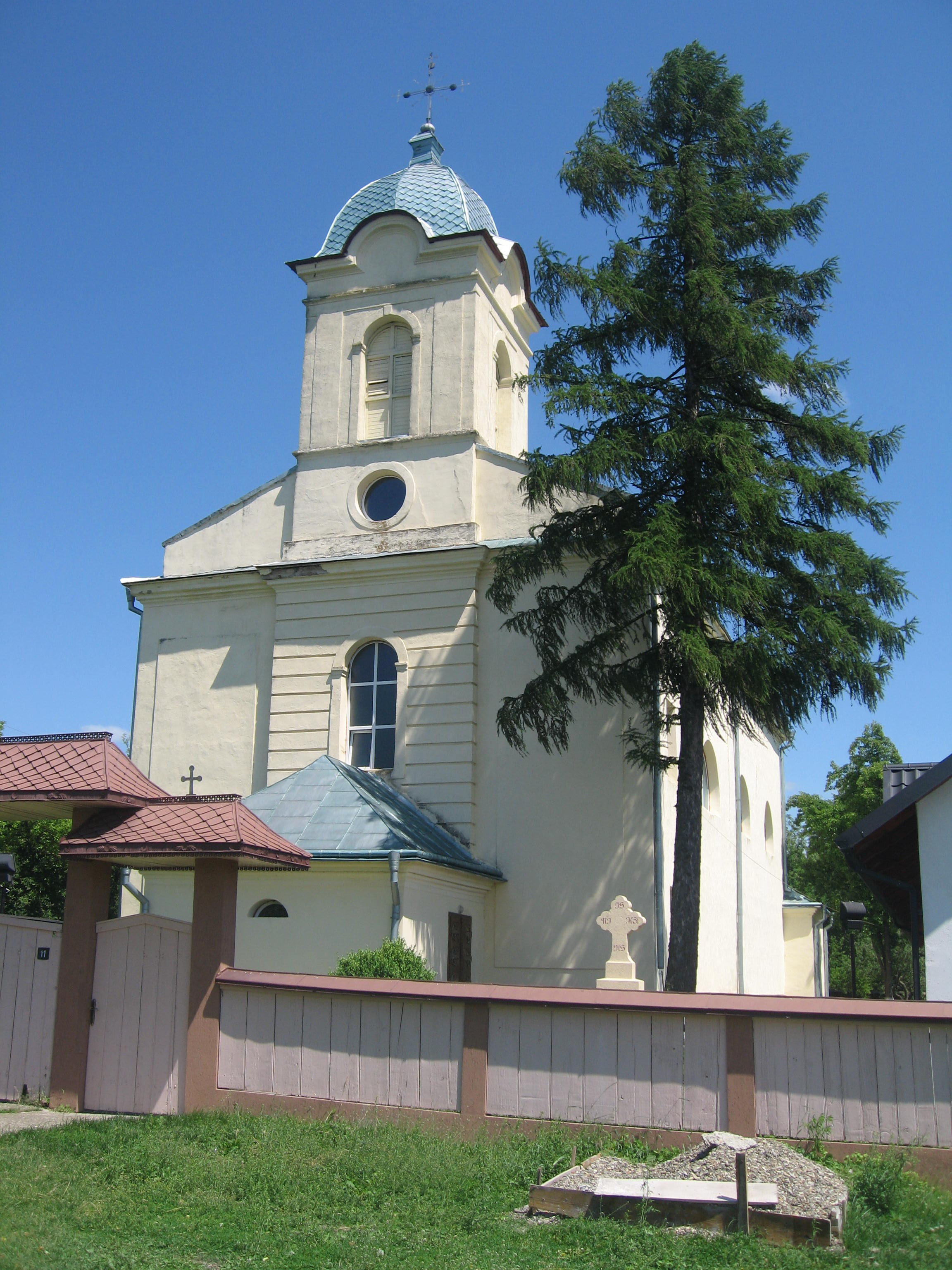
Biserica văzută dinspre vest
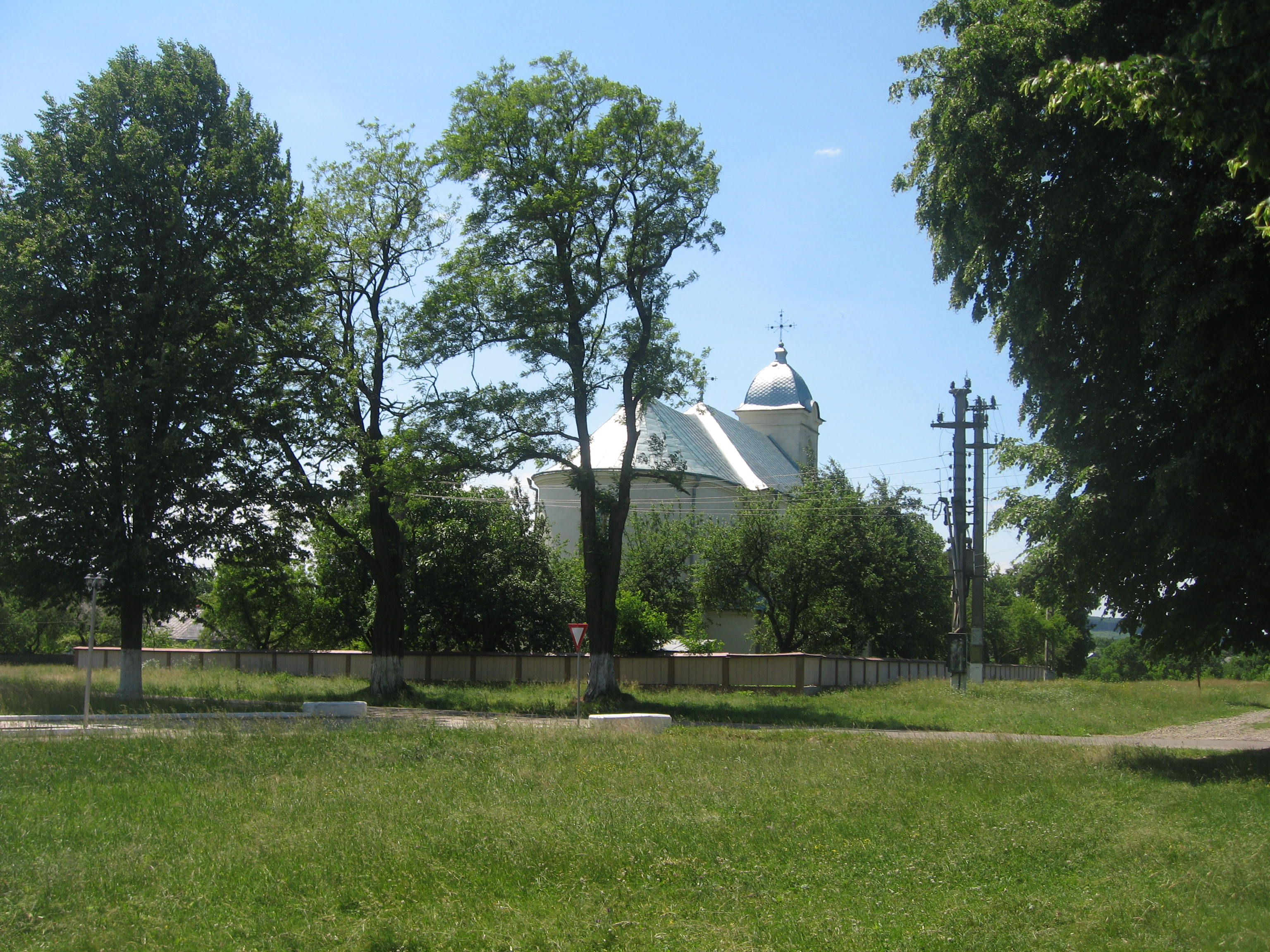
Biserica văzută dinspre est